# Brethenay
Brethenay är en kommun i departementet Haute-Marne i regionen Grand Est (tidigare regionen Champagne-Ardenne) i nordöstra Frankrike. Kommunen ligger i kantonen Chaumont-Nord som tillhör arrondissementet Chaumont. År 2022 hade Brethenay 391 invånare.

## Befolkningsutveckling
Antalet invånare i kommunen Brethenay
| Referens: INSEE |